# حمام قنية
حمام قنية قرية من قرى ريف طرطوس الجبلية ضمن منطقة الشيخ بدر ناحية برمانة المشايخ تقع في مكان متوسط بين (برمانة المشايخ - وادي العيون - مصياف - القدموس) يتراوح ارتفاع القرية عن سطح البحر بين (600-800)م ويتراوح عدد سكانها حوالي (3000)
نسمة ويتميز أبناء القرية بحبهم للعلم والزراعة حيث تمتاز بكفاءات علمية متعدد (أساتذة جامعيين - أطباء وممرضين -
مهندسين في مختلف المجالات - ضباط وأفراد في الجيش والشرطة - قضاة ومحامين - مدرسين -...الخ) مع حفاظ كل شرائحها على طابعهم الريفي الأصيل.
تشتهر القرية بزراعة الأشجار المثمرة على اختلاف أنواعها وتعد زراعة (التفاح - الكرز - الزيتون - الإجاص - الجوز) من أهم
هذه الأشجار وكذلك تتم زراعة الخضروات بأنواع مختلفة منها (البندورة - الخيار - الباذنجان - الفاصولياء - الفليفلة _
... الخ) وأيضا زراعة محاصيل موسمية مثل (القمح - التبغ) وتربى في القرية العديد من الحيوانات ك (البقر - الماعز -
الغنم - الدجاج البياض واللاحم) وبعض الحيوانات الأليفة مثل الكلاب والقطط ويوجد فيها العديد من أنواع الطيور التي
تتميز بأصواتها العذبة تضيف لجمال الطبيعة جمالا.
تشتهر القرية بطبيعتها الخلابة على ما تحتويه من أشجار دائمة الخضار وأشجار مثمرة وأعشاب وطبيعة الجبل الشامخ الذي يعلو
القرية واحتوائها على العديد من الينابيع الغزيرة المستخدمة في سقاية المحاصيل الزراعية

## معرض الصور

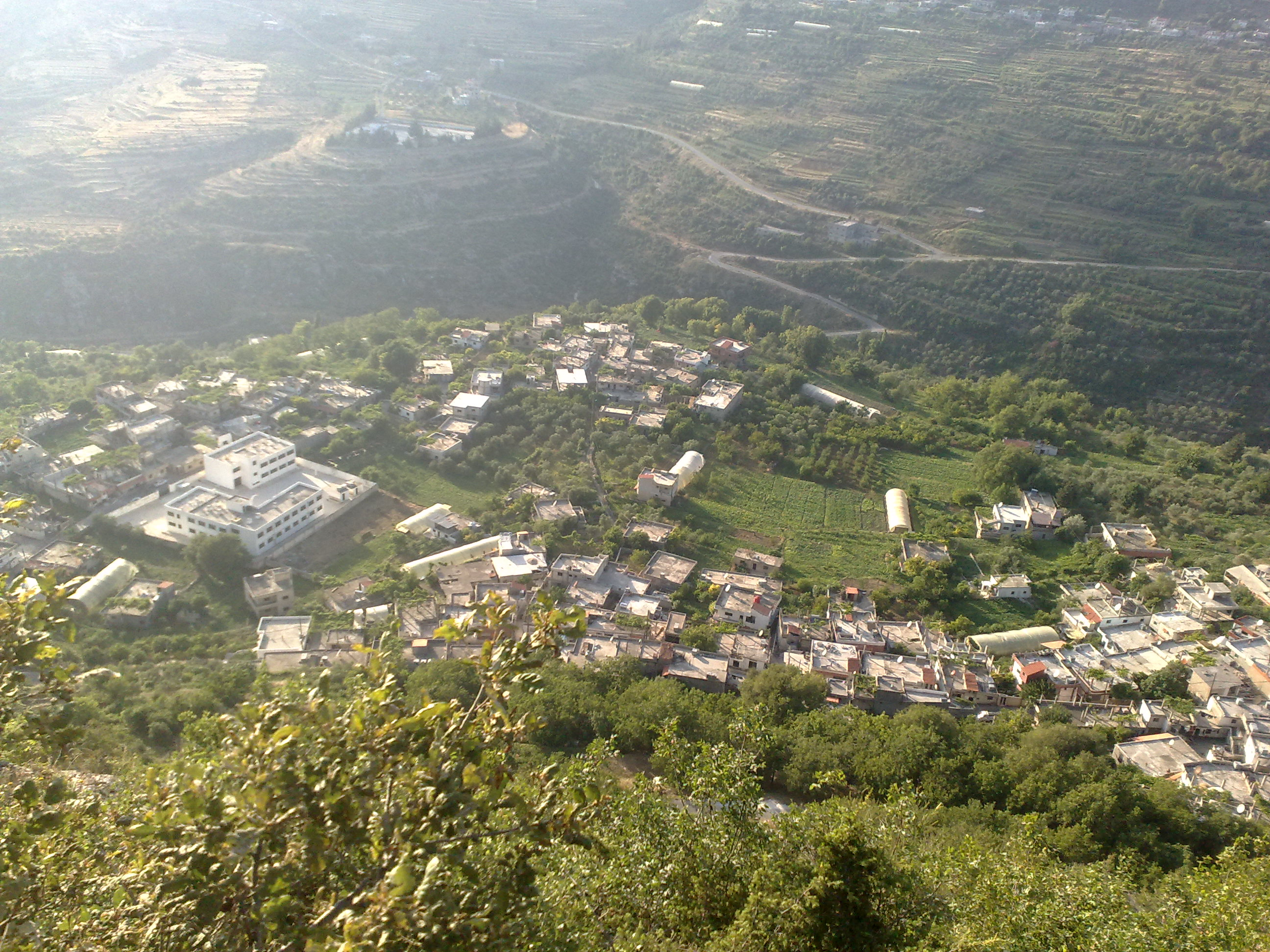
منظر حارة المدرسة من الجبل
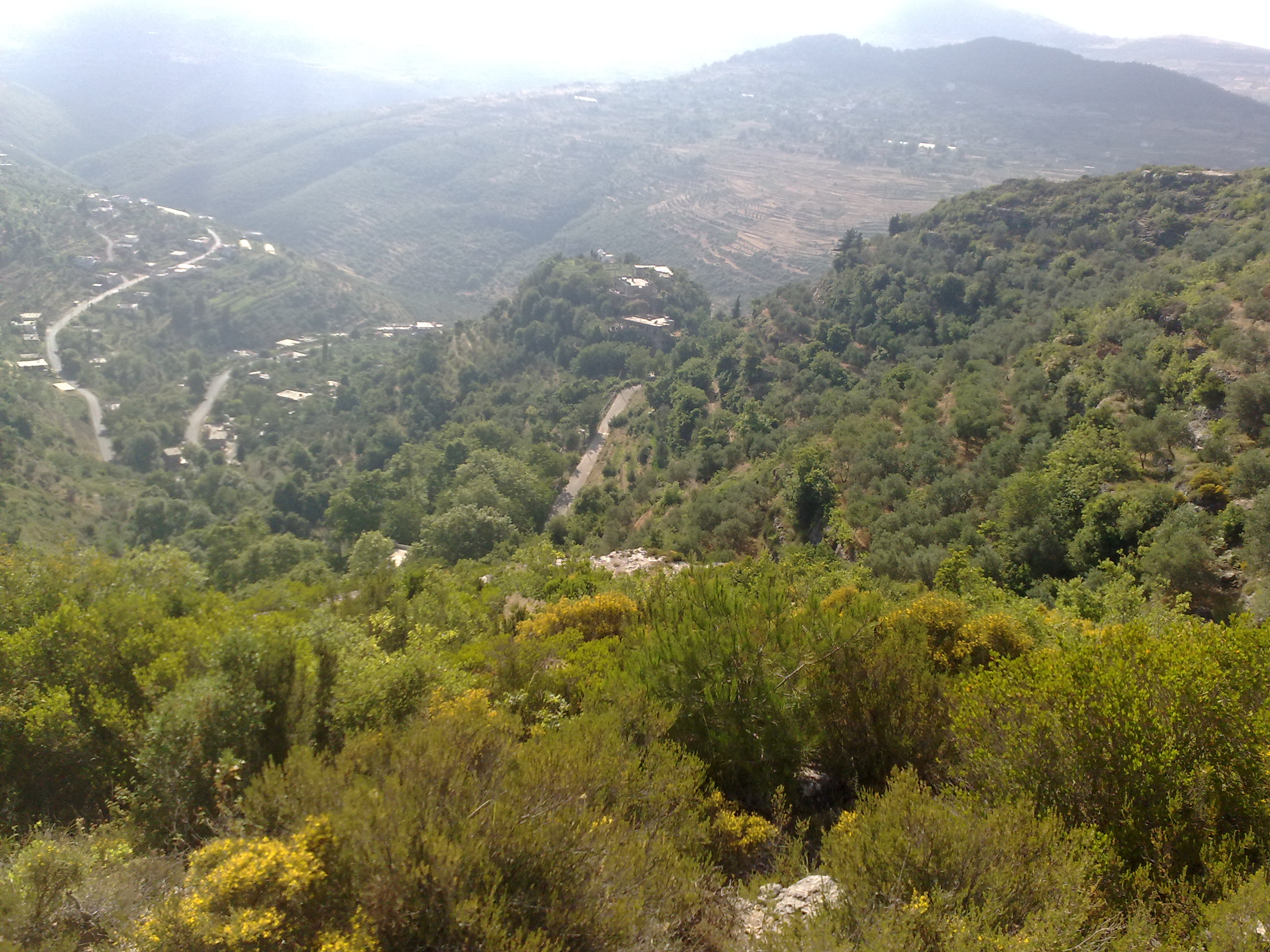
القلعة من الجبل
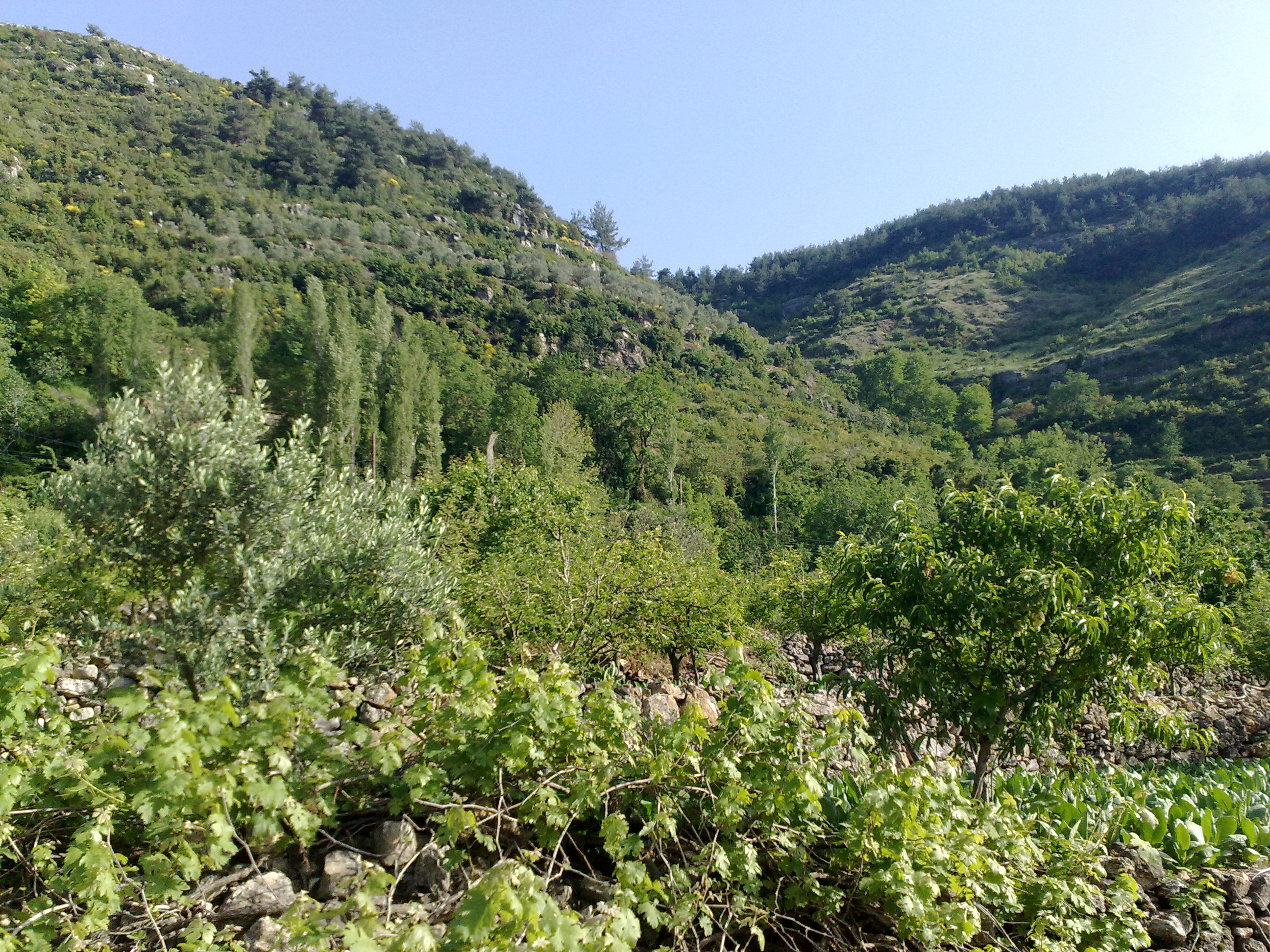
جبل قرية حمام قنية
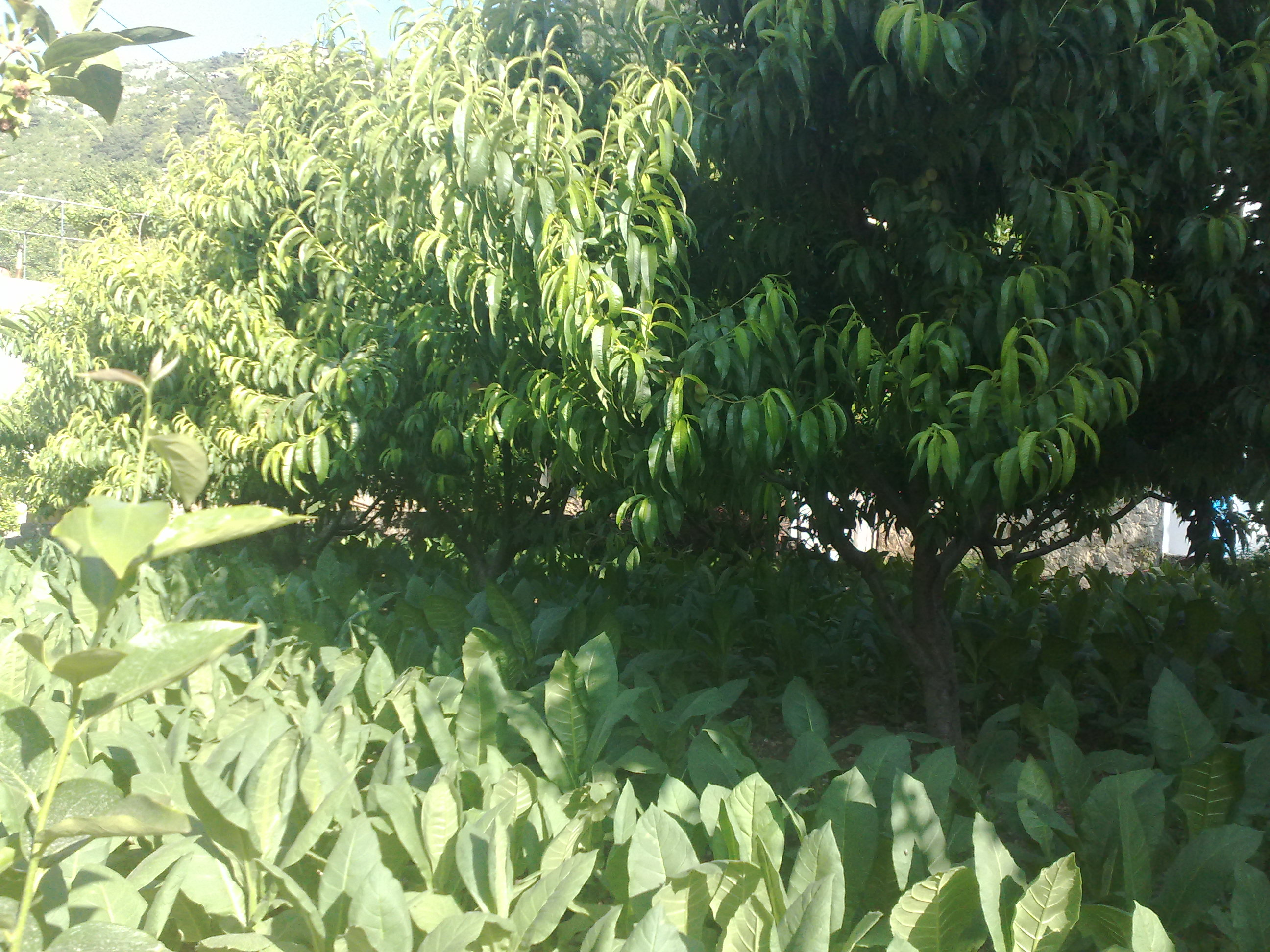
زراعة التبغ في القرية حمام قنية